# 烏丸御池駅
烏丸御池駅（からすまおいけえき）は、京都府京都市中京区虎屋町にある、京都市営地下鉄の駅である。烏丸線と東西線の2路線が乗り入れ、両路線の乗換駅となっている。駅番号は烏丸線がK08、東西線がT13。

## 歴史
東西線開業前は、単なる通過駅でありビジネス街としての発展度も低かった。東西線開業後は、京都市内唯一の地下鉄の交差する交通至便の場所として駅周辺が発展し始めている。
2008年（平成20年）には地下鉄の赤字解消策のひとつとして駅構内における商業利用の本格的な展開を開始し、金融機関のATMや、烏丸線と東西線の連絡通路に飲料水の自動販売機および休憩所をそれぞれ設置した。

### 年表
- 1981年（昭和56年）5月29日：烏丸線の北大路駅 - 京都駅間の開通とともに[4]、御池駅（おいけえき）として開業[1][2][5]。
- 1997年（平成9年）
  - 6月3日：駅名を烏丸御池駅に改称[6]。
  - 10月12日：東西線の醍醐駅 - 二条駅間が開通[4]。同時に東西線の駅が開業[2][7]、乗換駅となる[5]。
- 2007年（平成19年）4月1日：ICカード「PiTaPa」の利用が可能となる[4][5]。
- 2008年（平成20年）1月16日：東西線にて、京阪電気鉄道京津線の列車が当駅への乗り入れを開始する[4][5]。
- 2010年（平成22年）3月19日：当駅で烏丸線・東西線への乗り継ぎ時間の均等化、最終列車の全方向乗り継ぎが可能（交通局では「シンデレラクロス」の名称を使用）となるダイヤ改正を実施[8][9]。
- 2011年（平成23年）5月16日：Kotochika御池が開業[10]。
- 2014年（平成26年）
  - 6月21日：烏丸線ホーム2番のりば（国際会館方面）の列車停止位置を約13m丸太町駅寄りに変更[11]。
  - 6月22日：烏丸線ホーム1番のりば（竹田方面）の列車停止位置を約13m丸太町駅寄りに変更[11]。
  - 12月20日：始発より烏丸線ホームにてホームドア（可動式ホーム柵）を使用開始[12][13]。
- 2016年（平成28年）1月16日：Kotochika御池の入居テナントを拡充[14][15]。

## 駅構造
地下1階に改札、地下2階に烏丸線のりば、さらにその下の地下3階に東西線のりばが位置する。ホームは、烏丸線ホームが同線で唯一の相対式2面2線（開業時から東西線との乗り換え駅となることを見越しての設計であった）、東西線ホームが島式1面2線となっている。また、ホームドアは東西線が開業当初から、烏丸線が2014年12月に設置されている。東西線の各駅は駅ごとにステーションカラーが設定されており、当駅のステーションカラーは■朱色である。
駅の北側に有人改札口があり売店（サービスセンター）もある。有人改札口を入ったところ（改札階から見ると中2階にあたる空間）には「御池駅ギャラリー」があり、地域の情報や美術工芸品が掲示・展示されている。
トイレは北改札内にある。

### のりば
| のりば       | 路線         | 方向         | 行先                                           |
| 烏丸線ホーム | 烏丸線ホーム | 烏丸線ホーム | 烏丸線ホーム                                   |
| ------------ | ------------ | ------------ | ---------------------------------------------- |
| 1            | 烏丸線       | 下り         | 四条・京都・竹田・近鉄奈良方面                 |
| 2            | 烏丸線       | 上り         | 今出川・北大路・国際会館方面                   |
| 東西線ホーム |              |              |                                                |
| 1            | 東西線       | 下り         | 二条・太秦天神川方面                           |
| 2            | 東西線       | 上り         | 御陵・山科・六地蔵／びわ湖浜大津方面（京津線） |

付記事項
- 烏丸線は駅北北大路方に、東西線は駅東三条京阪方に、上下線の片渡り線が設置されている[20]。東西線の片渡り線は、2013年9月に起こった台風18号による大雨の影響で御陵駅が冠水し、当駅から小野駅間が運転見合わせとなったとき、当駅と太秦天神川駅を折り返す列車の折り返し用ポイントとして使われた。東西線ホームでは東側階段・同エレベーターが烏丸線の四条・京都・竹田／新田辺・近鉄奈良方面のホームに：西側階段・同エレベーターが烏丸線の北大路・北山・国際会館方面のホームに直結している。
- 2010年のダイヤ改正より、当駅の最終列車ですべての方向の列車に乗り継ぎができるダイヤ（シンデレラクロス）を採用している[8][9]。2022年3月19日実施のダイヤ改正で、これまでの最終列車に加えて一つ前の列車でもすべての方向に乗り継ぎができるようになった[21]。

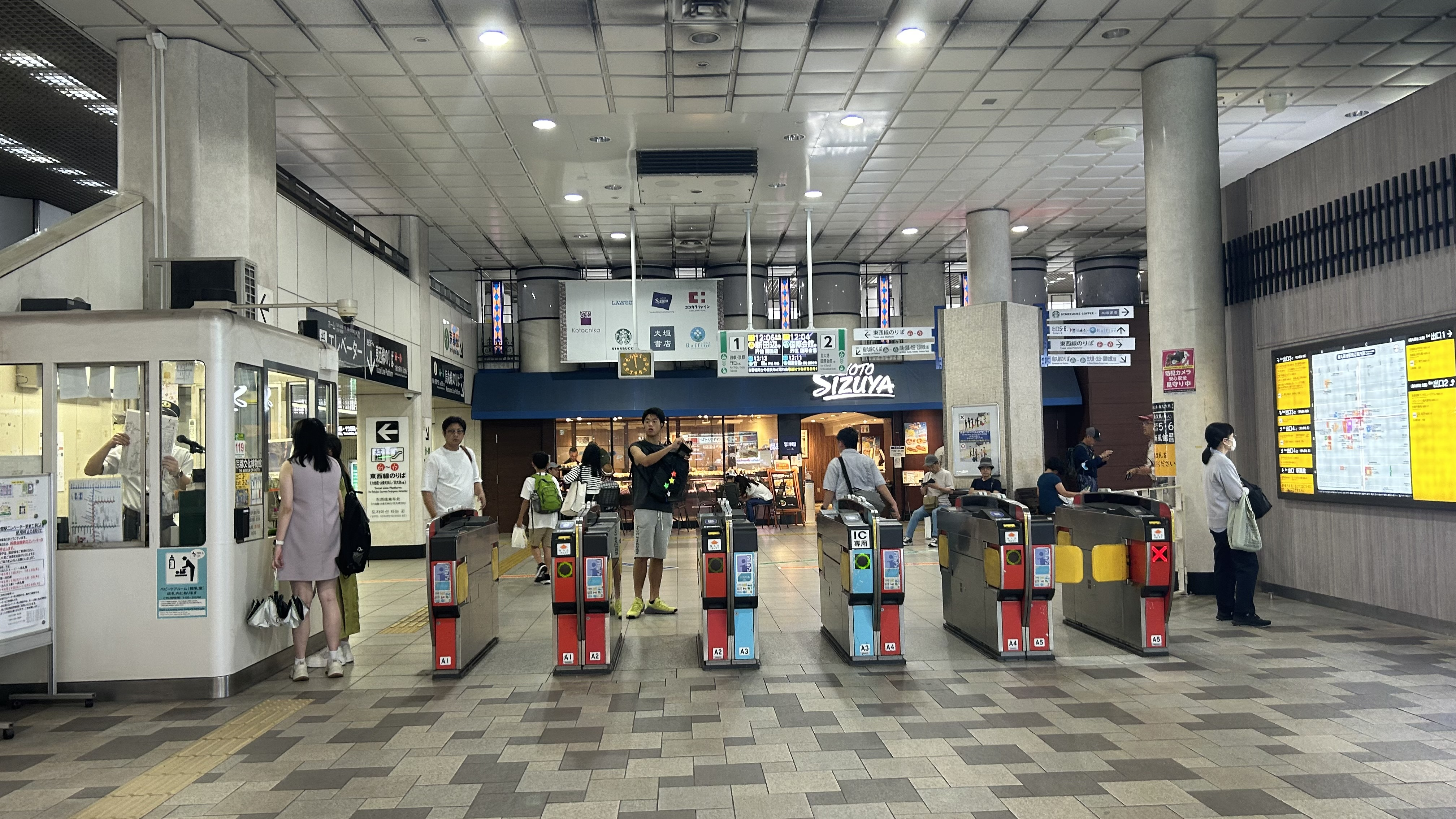
北改札口
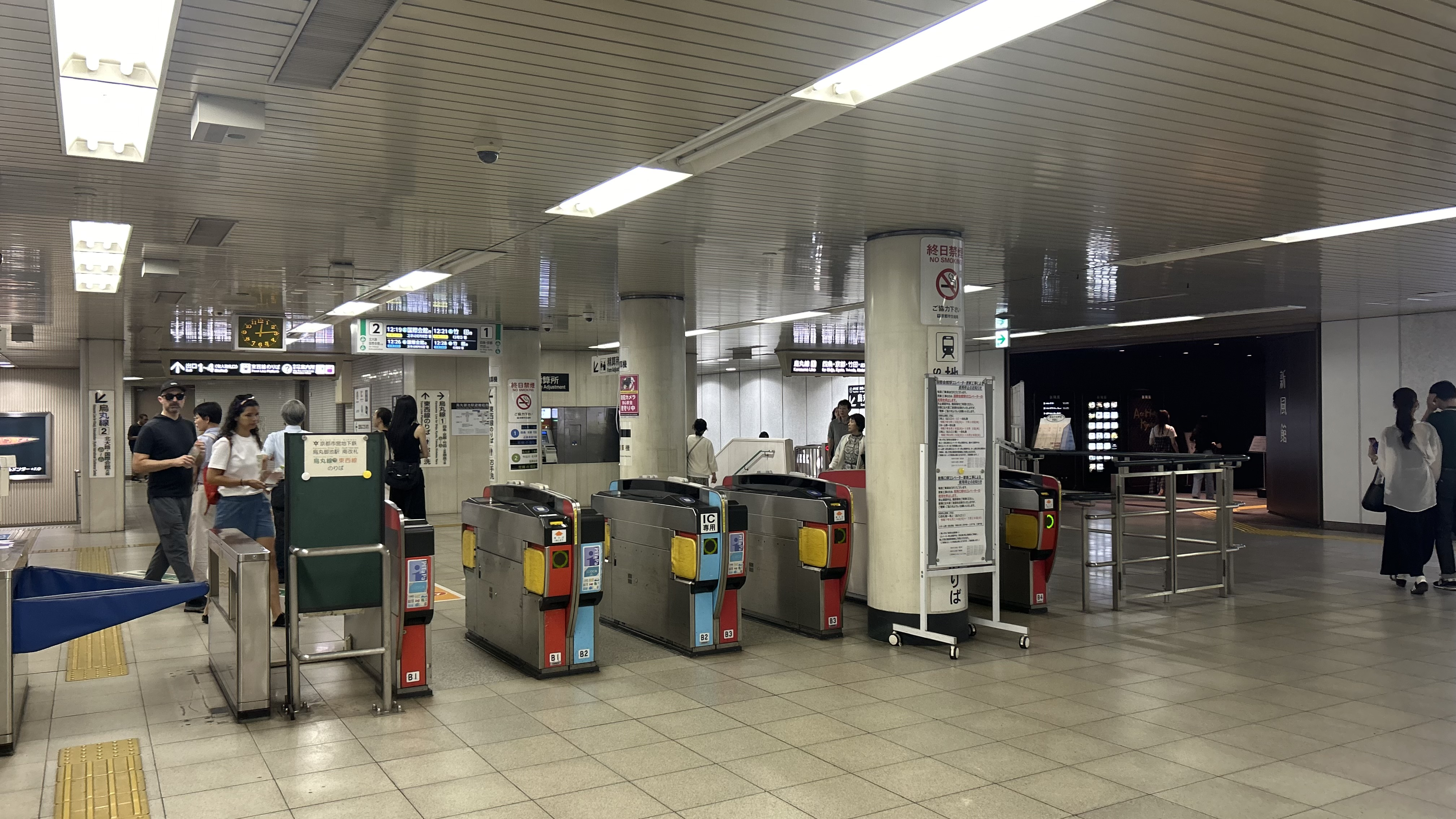
南改札口
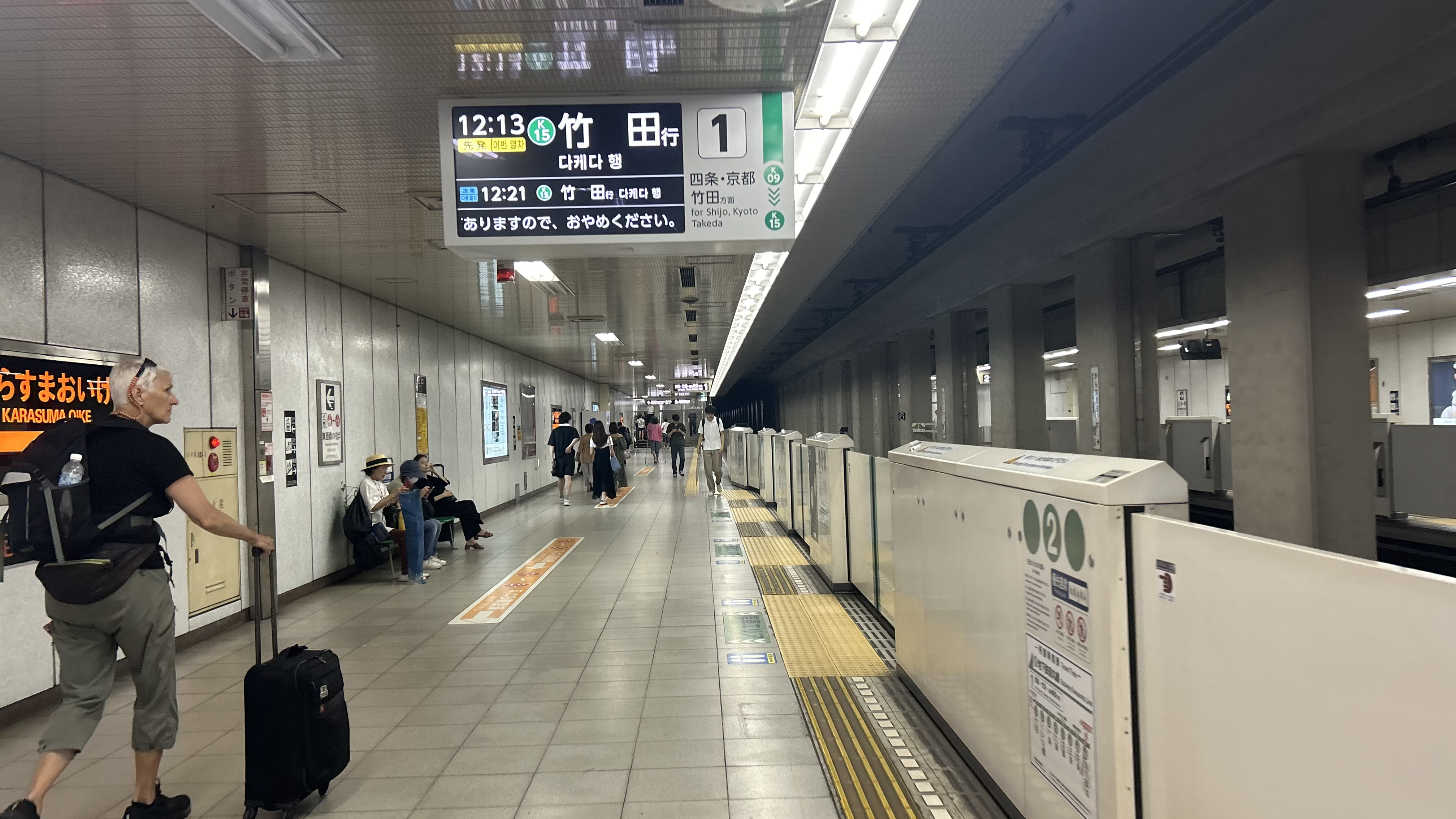
烏丸線1番乗り場ホーム
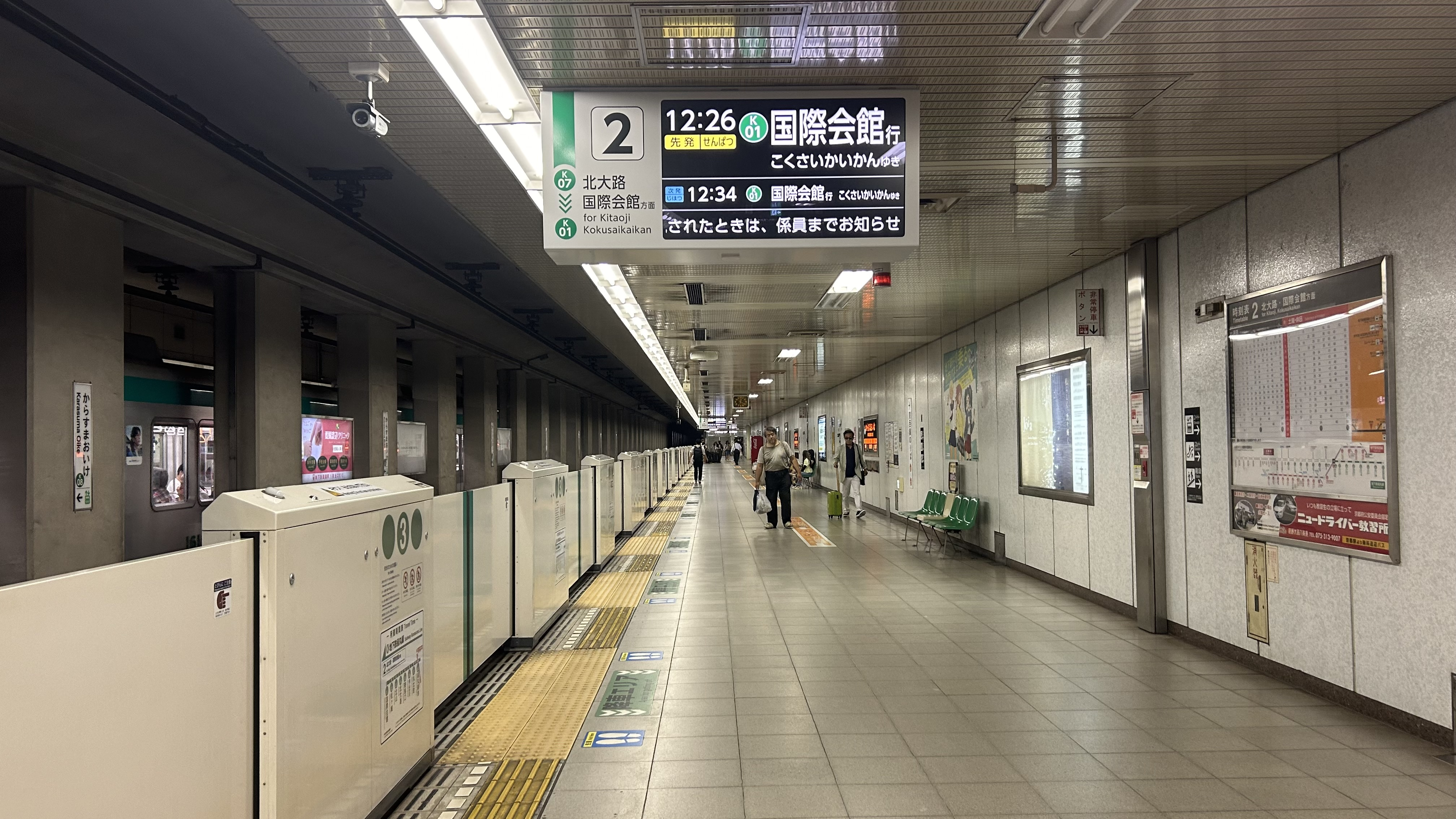
烏丸線2番乗り場ホーム
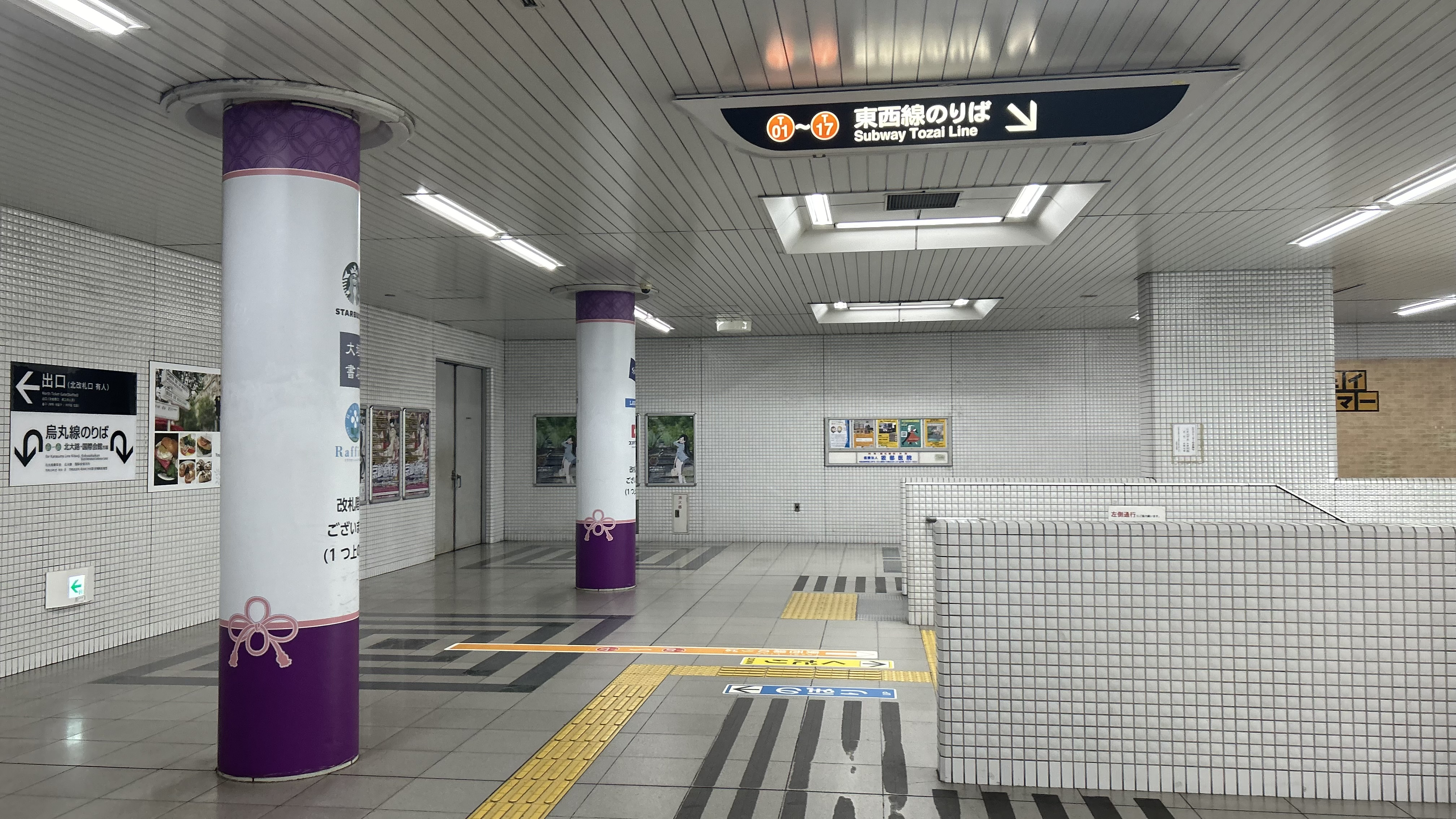
乗換通路
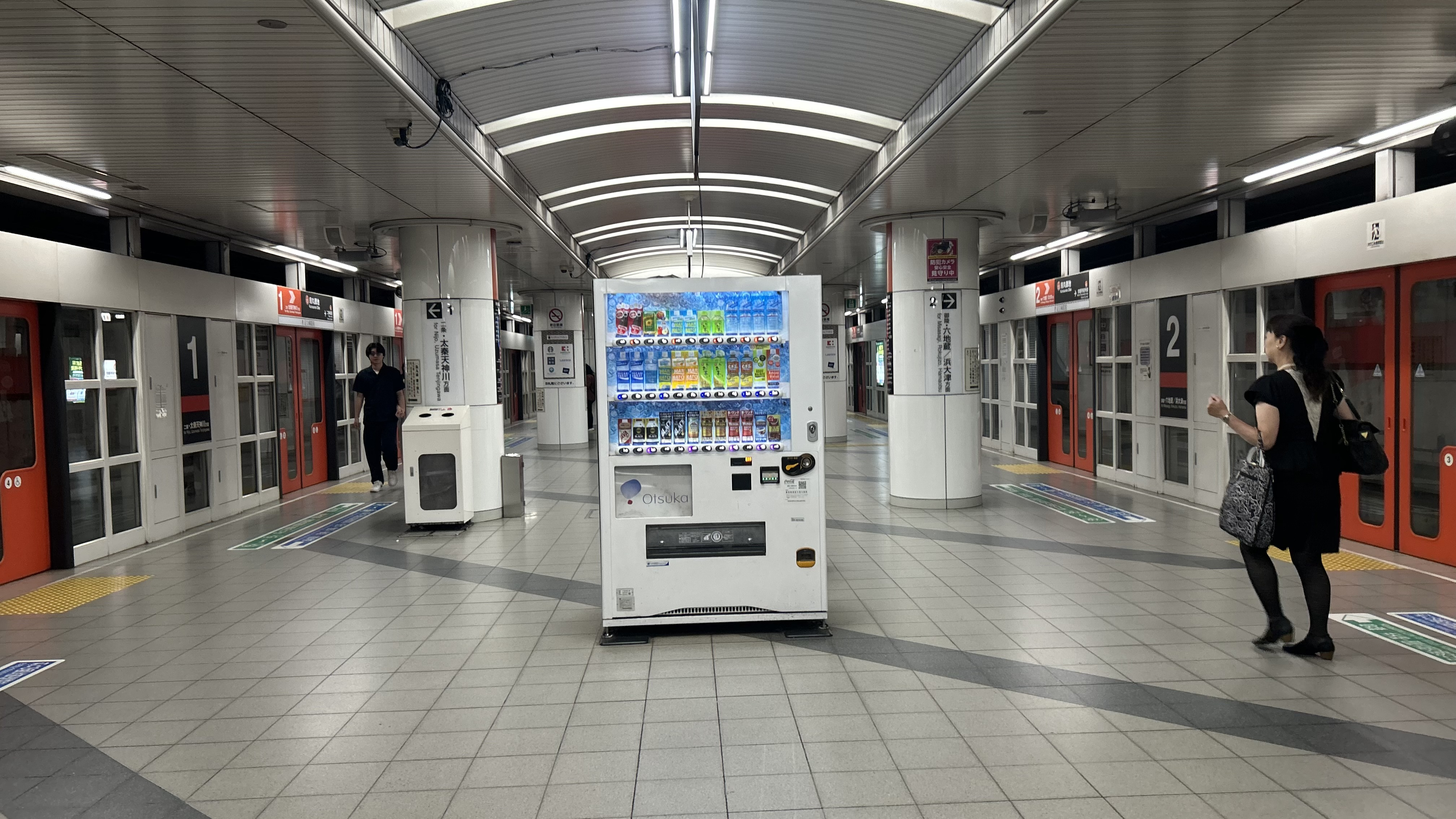
東西線ホーム
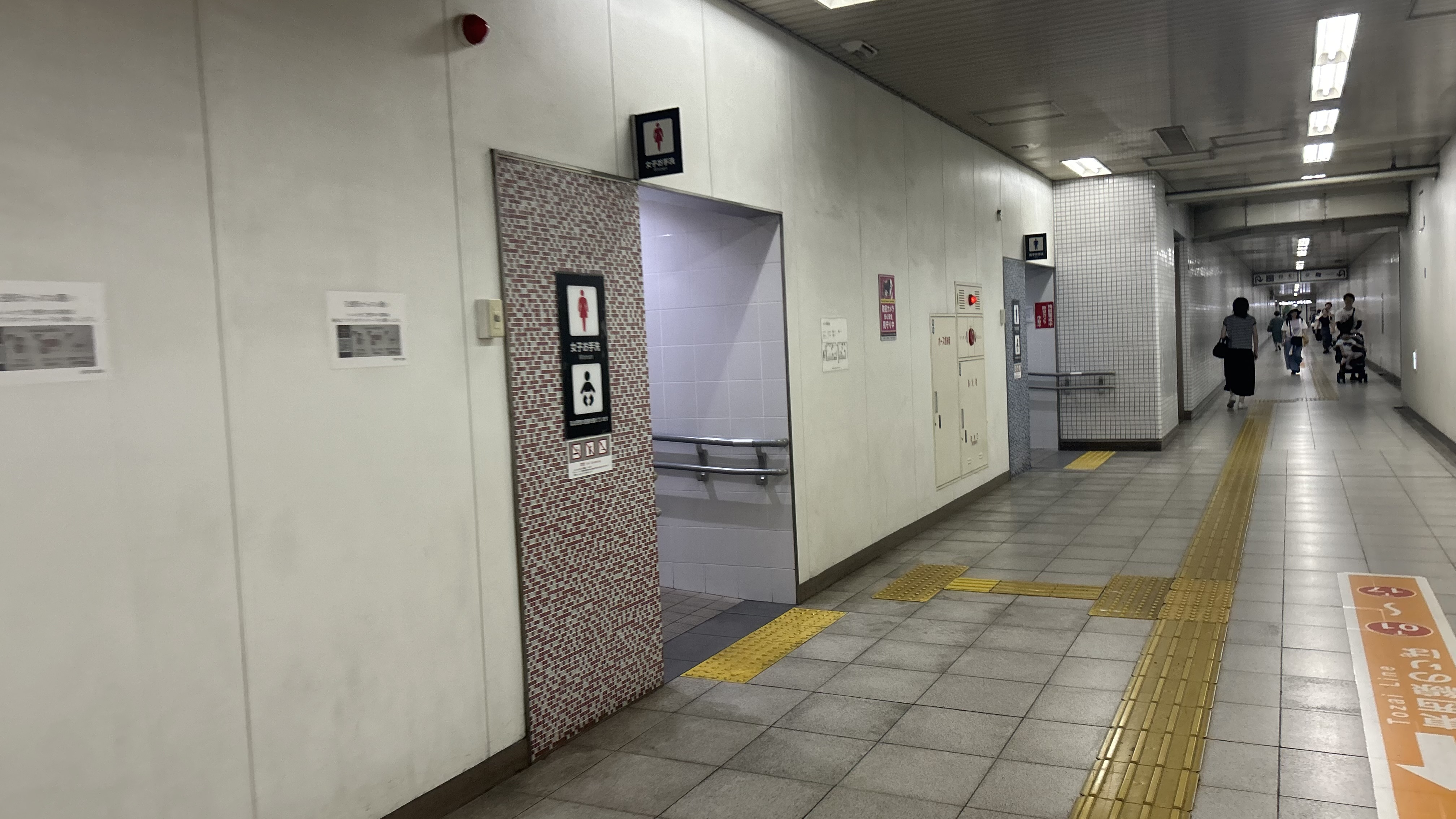
北改札内トイレ
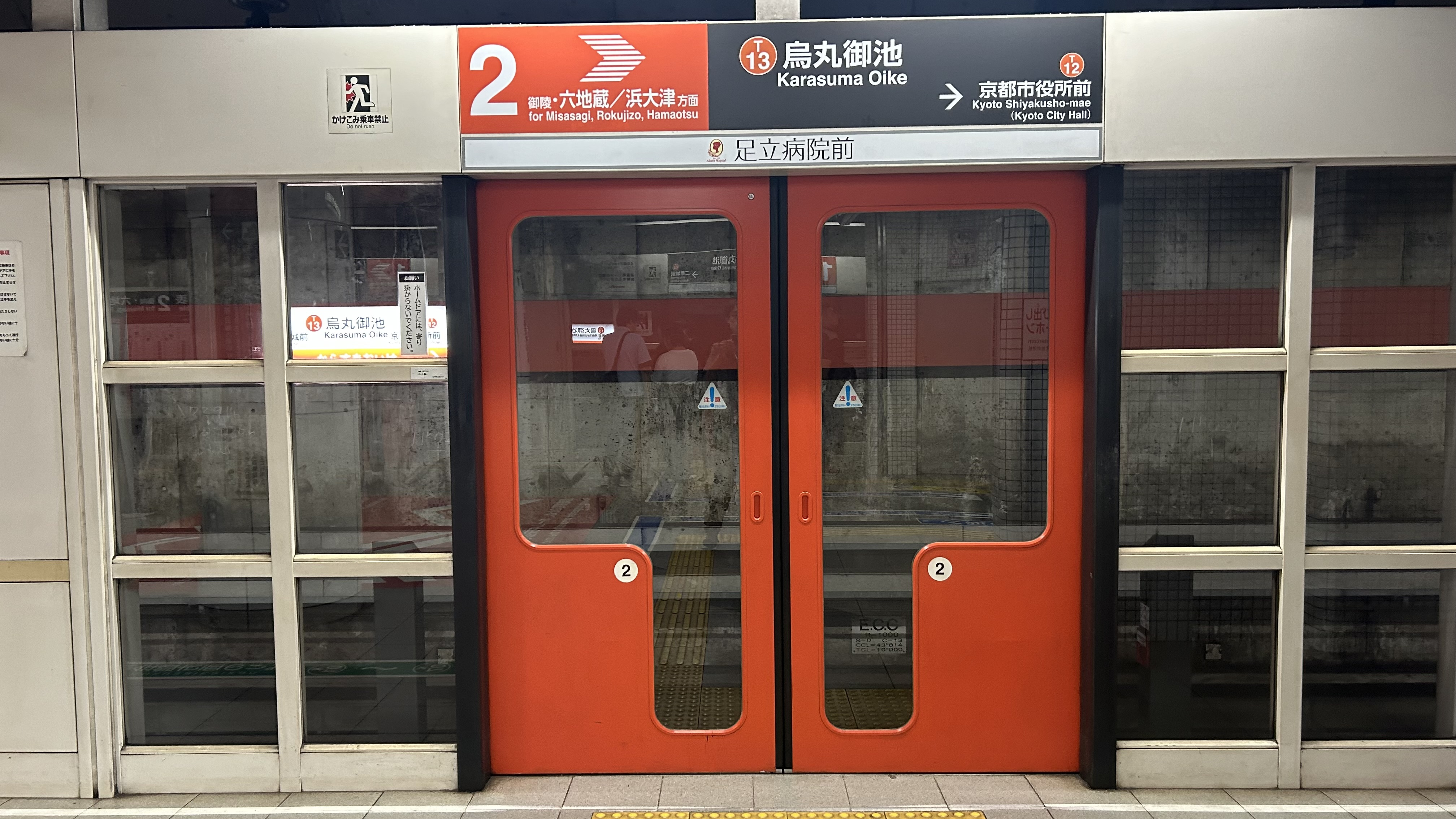
ホームドアと駅名標

### 出口
| 出口番号 | 方角 | 出口周辺                                                                         | 接続改札 | 最寄路線       | 備考             |
| -------- | ---- | -------------------------------------------------------------------------------- | -------- | -------------- | ---------------- |
| 2        | 北西 | 二条殿交番・京都国際マンガミュージアム・御金神社                                 | 北改札口 | 烏丸線・東西線 |                  |
| 1        | 北東 | 京都御池創生館・大江能楽堂                                                       | 北改札口 | 烏丸線・東西線 |                  |
| 4-1      | 南西 | 市税事務所・烏丸御池公衆トイレ                                                   | 北改札口 | 烏丸線・東西線 |                  |
| 3-1      | 南東 | 京都万華鏡ミュージアム                                                           | 北改札口 | 烏丸線・東西線 |                  |
| 4-2      | 南西 | 京都市行財政局税務部・NHK京都放送会館                                            | 北改札口 | 烏丸線・東西線 |                  |
| 3-2      | 南東 | みやこ安心すまいセンター                                                         | 北改札口 | 烏丸線・東西線 | エレベーターあり |
| 6        | 西   | 京都伝統工芸館                                                                   | 南改札口 | 烏丸線         |                  |
| 5        | 東   | 京都文化博物館・中京郵便局・六角堂・ウィングス京都・京都市中京青少年活動センター | 南改札口 | 烏丸線         |                  |

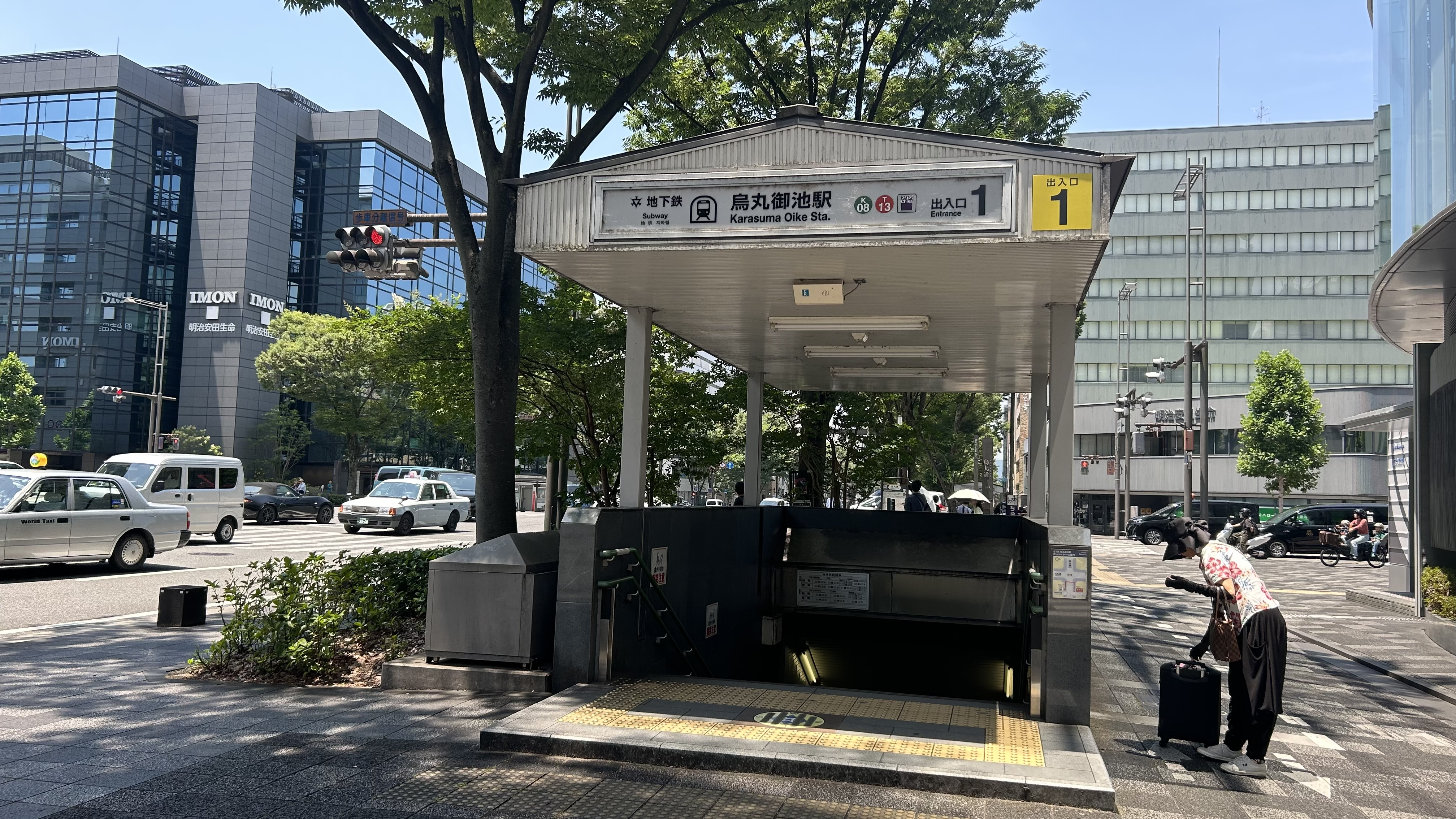
1番出入口
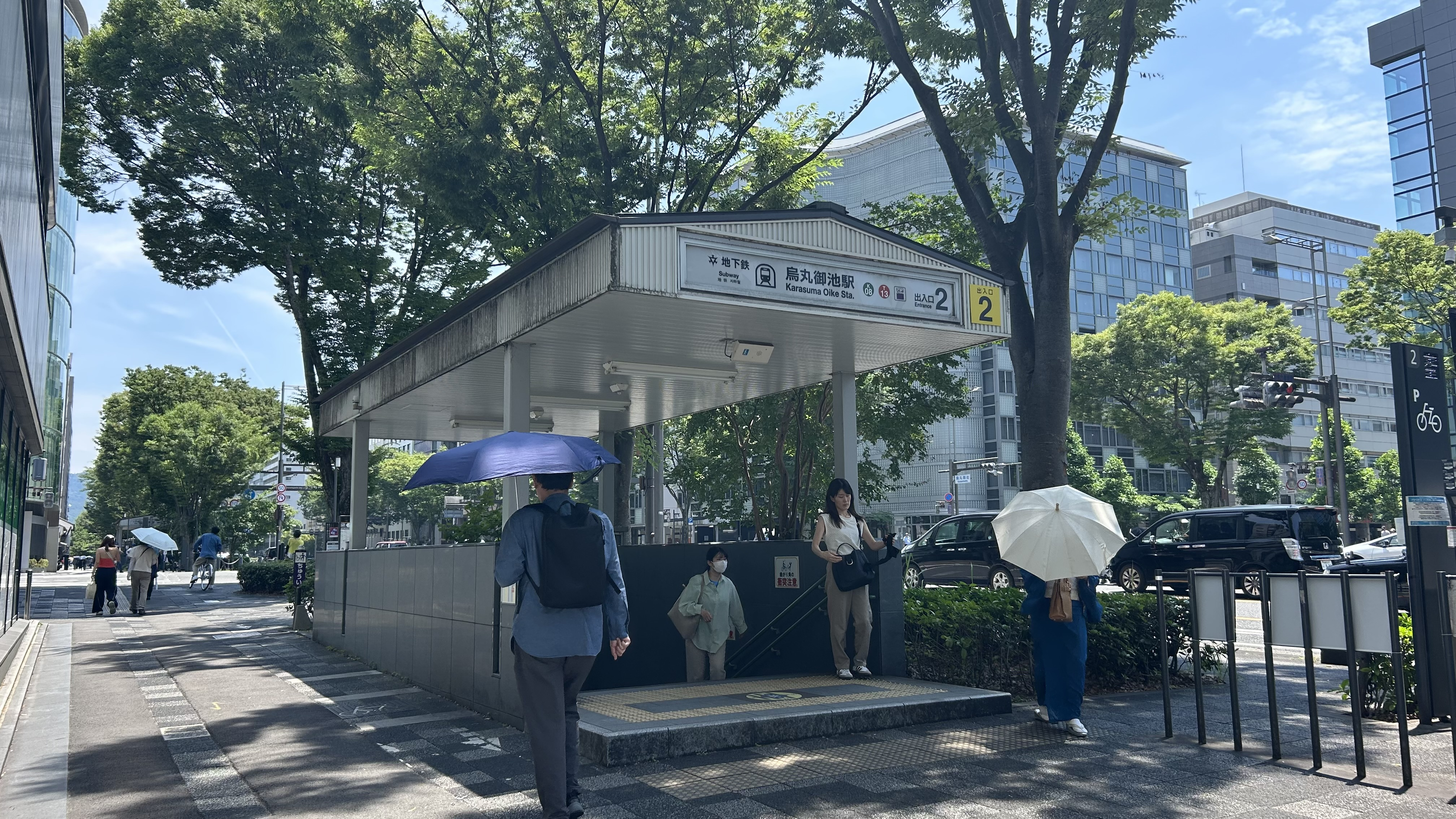
2番出入口
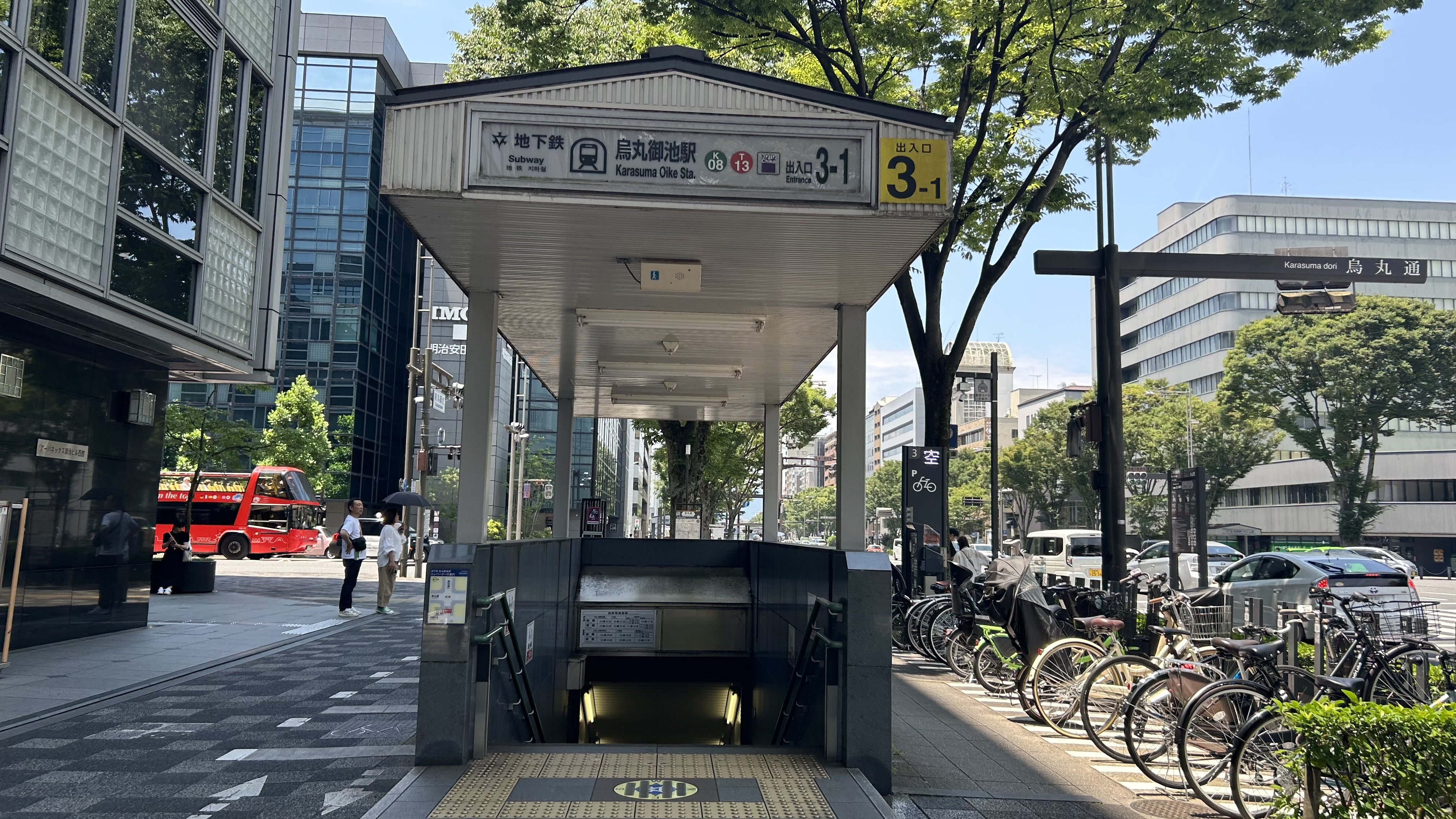
3-1出入口
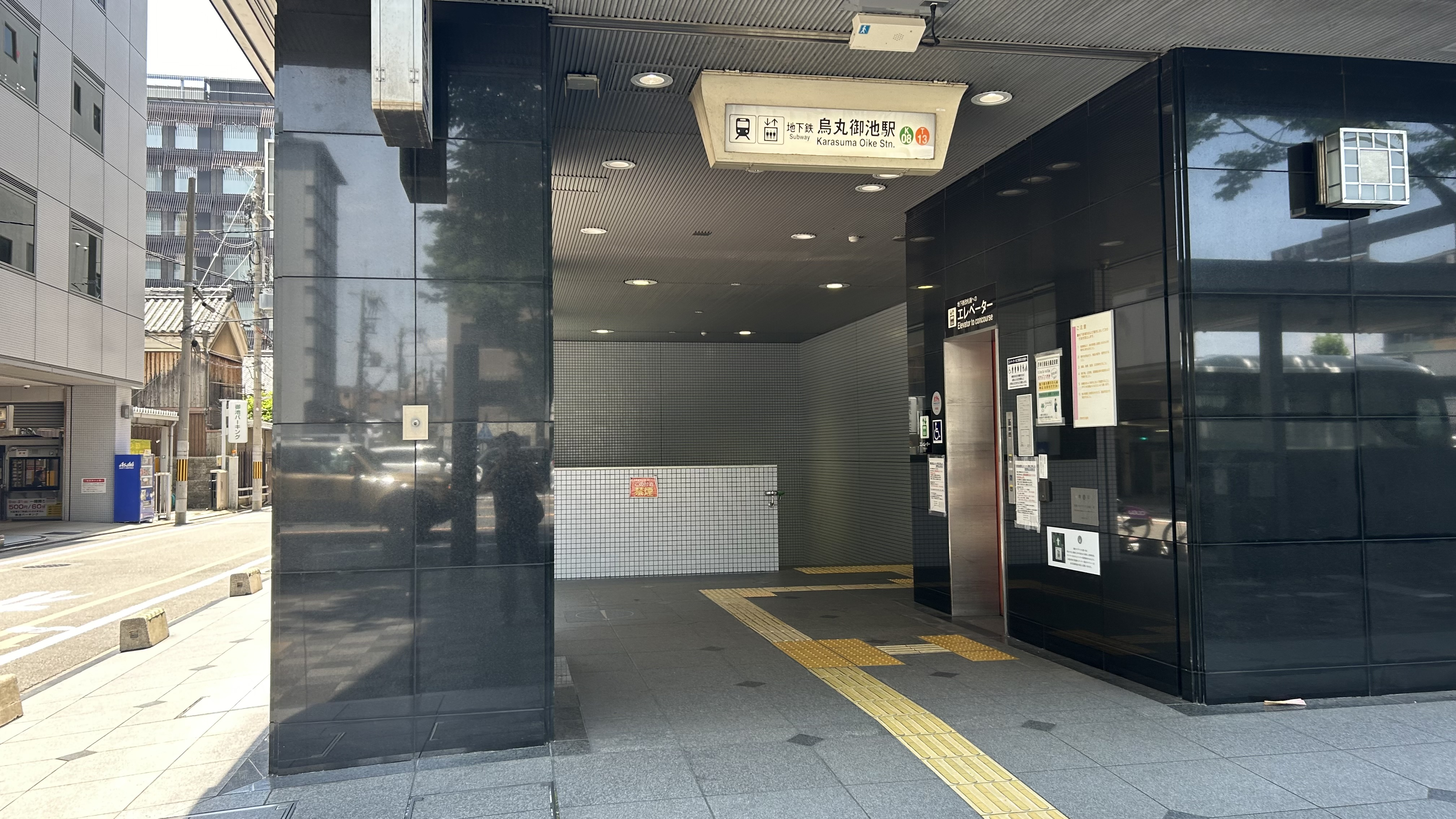
3-2出入口
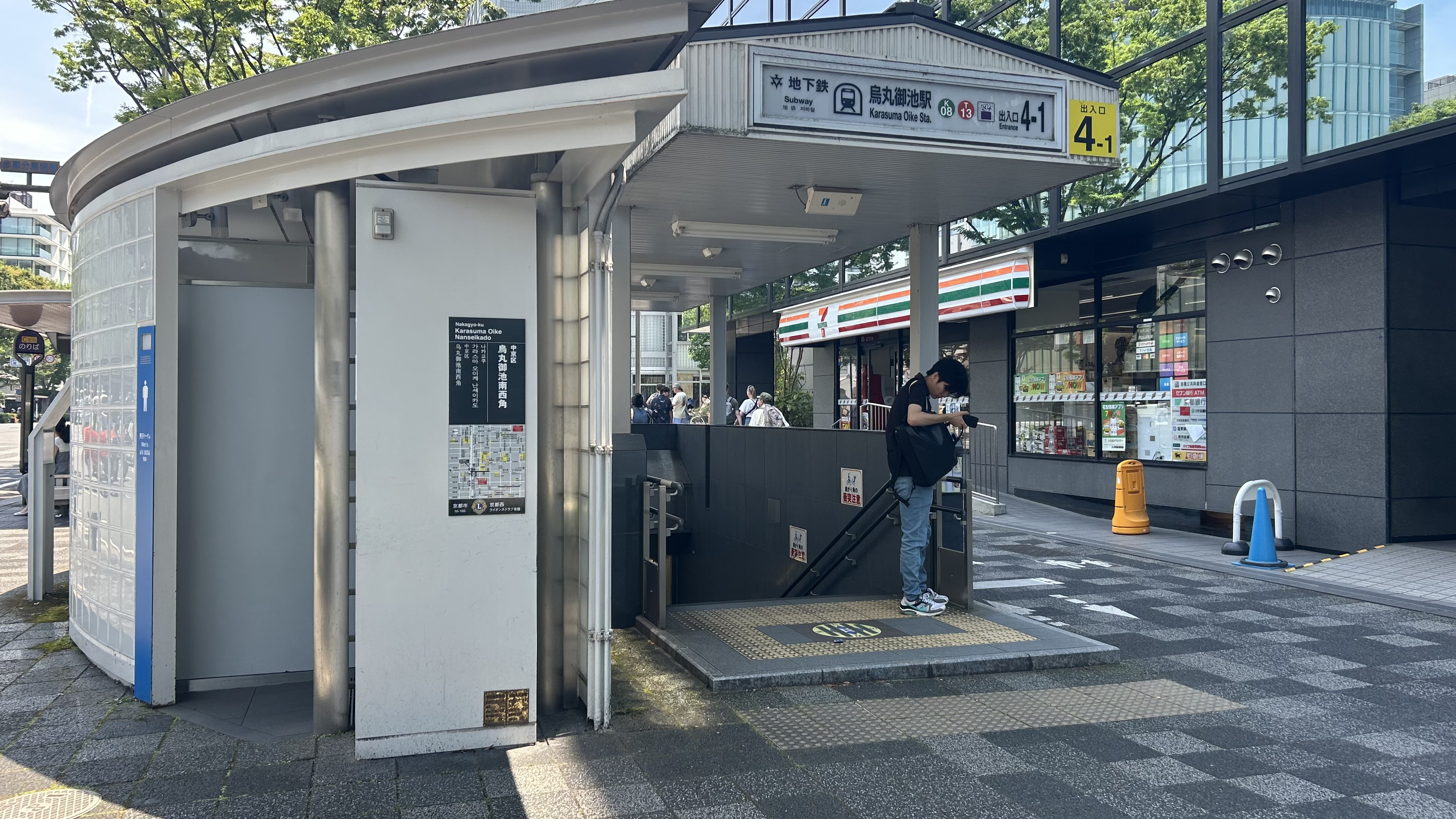
4-1出入口
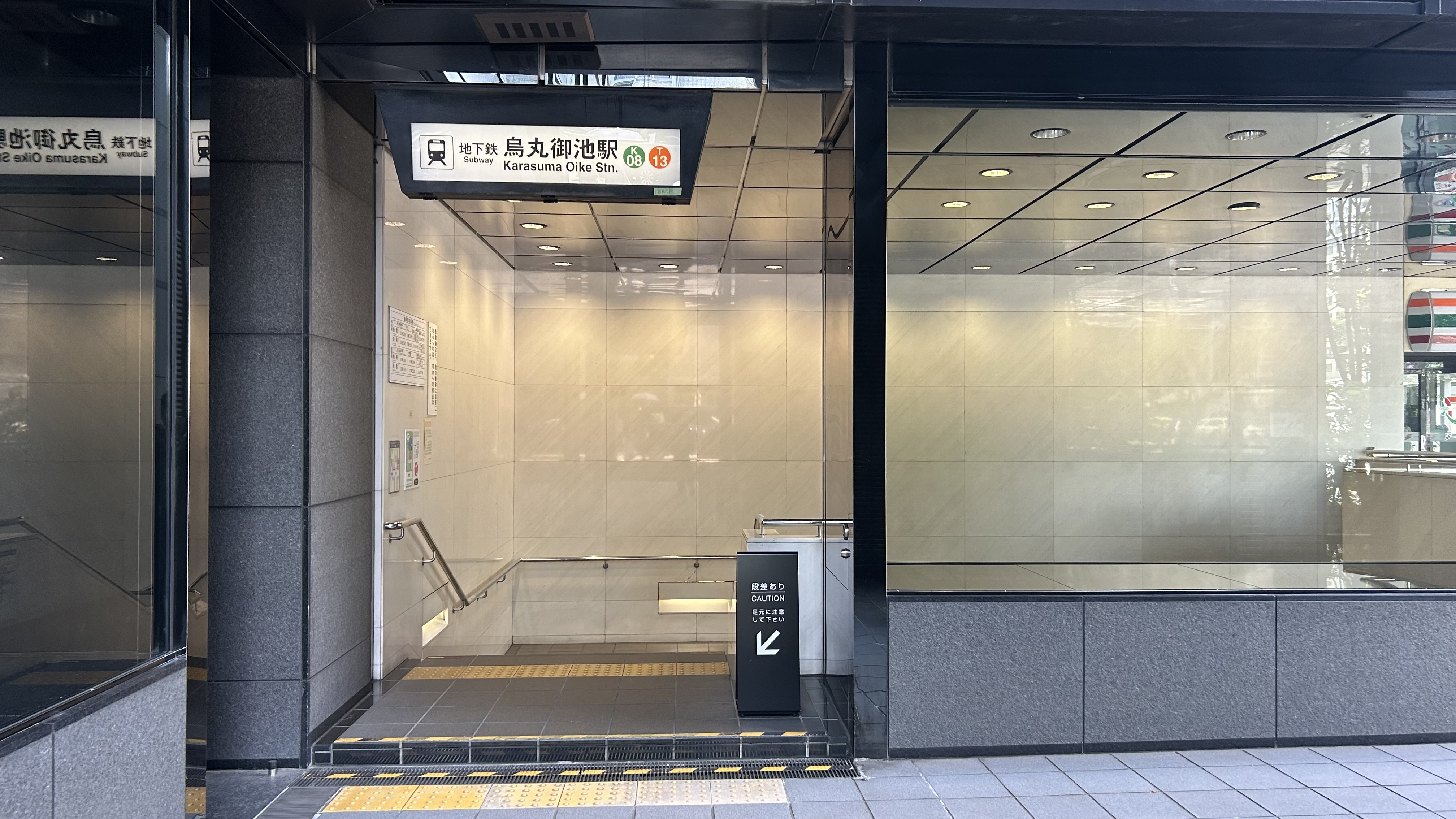
4-2出入口
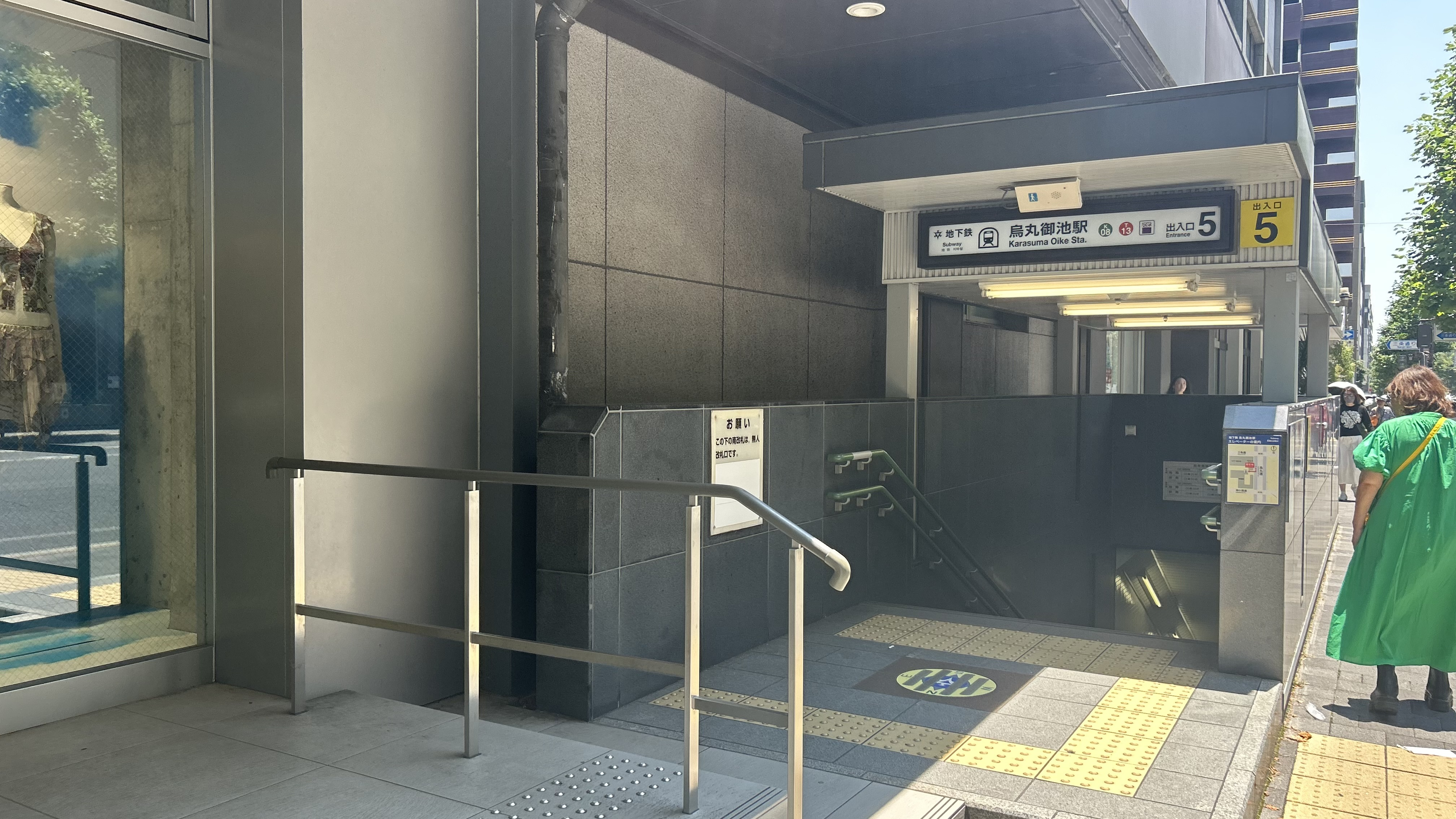
5番出入口
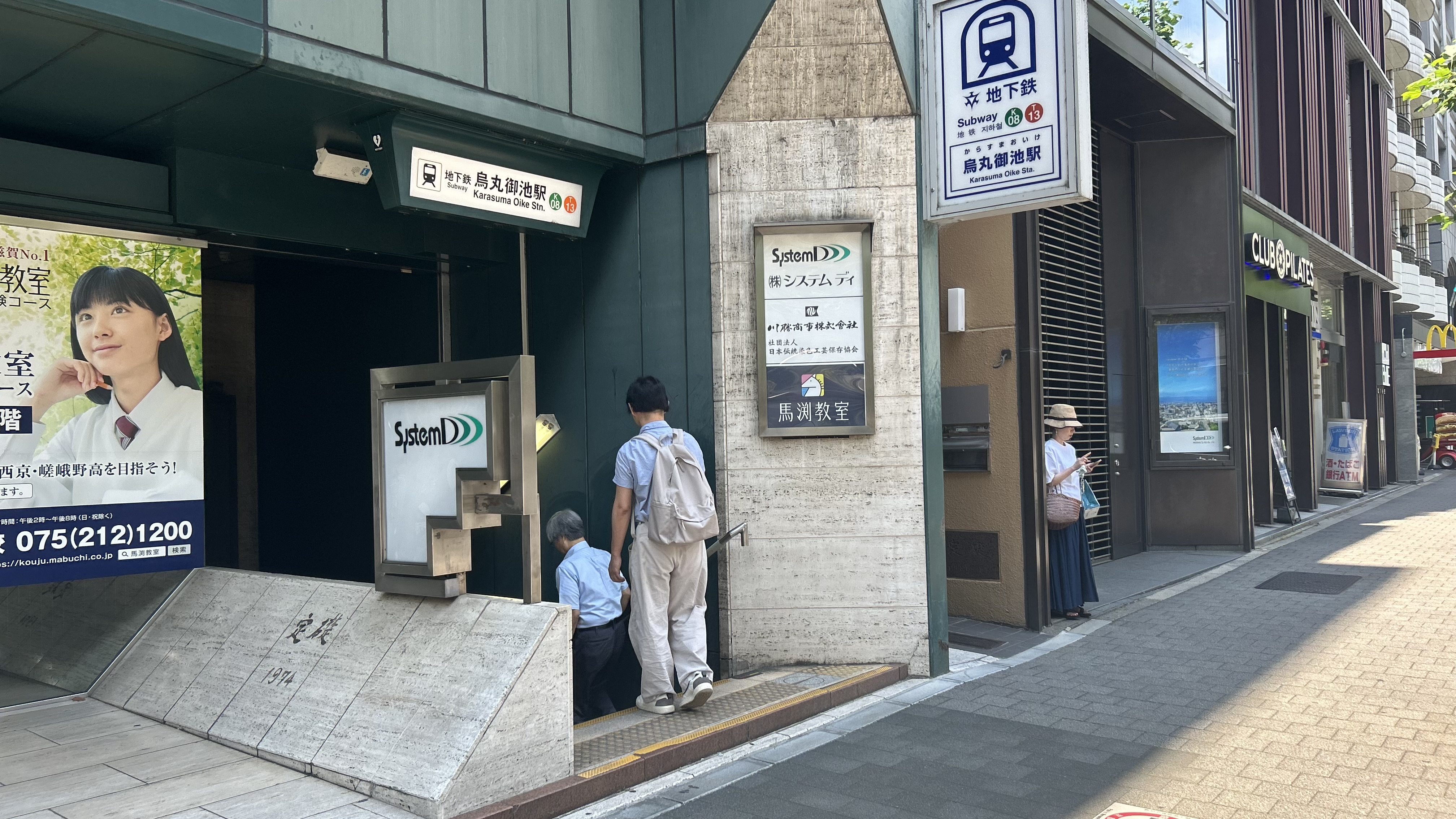
6番出入口

## 利用状況
2023年（令和5年）度の1日平均の乗降人員（改札口を通った人員）は烏丸線、東西線を合わせて49,352人である。この数は京都市営地下鉄の全駅中、京都駅、四条駅に次いで3番目に多い。また、1日平均の烏丸線⇔東西線の連絡（乗換え）人員は52,215人である。当駅を乗降又は乗換えで利用した人員は、この合計で1日平均101,567人となる。
2024年（令和6年）度に乗降または乗換えで利用した人員は1日平均106,144人。
| 年度               | 烏丸線   | 烏丸線   | 東西線   | 東西線   | 乗換人員 | 出典   |
| 年度               | 乗降人員 | 乗車人員 | 乗降人員 | 乗車人員 | 乗換人員 | 出典   |
| ------------------ | -------- | -------- | -------- | -------- | -------- | ------ |
| 2003年（平成15年） | 26,857   | 13,212   | 6,937    | 3,333    | 38,146   | [ 26 ] |
| 2004年（平成16年） | 26,993   | 13,273   | 7,259    | 3,478    | 38,670   | [ 26 ] |
| 2005年（平成17年） | 26,300   | 13,130   | 7,341    | 3,520    | 40,575   | [ 26 ] |
| 2006年（平成18年） | 28,324   | 13,911   | 7,443    | 3,595    | 40,947   | [ 26 ] |
| 2007年（平成19年） | 29,194   | 14,235   | 7,538    | 3,473    | 41,703   | [ 26 ] |
| 2008年（平成20年） | 28,274   | 13,594   | 9,155    | 4,421    | 47,292   | [ 26 ] |
| 2009年（平成21年） | 28,463   | 14,022   | 8,944    | 4,324    | 49,967   | [ 27 ] |
| 2010年（平成22年） | 29,145   | 14,346   | 9,126    | 4,424    | 52,348   | [ 27 ] |
| 2011年（平成23年） | 29,854   | 14,695   | 9,340    | 4,528    | 52,985   | [ 27 ] |
| 2012年（平成24年） | 30,343   | 14,934   | 9,257    | 4,487    | 53,752   | [ 27 ] |
| 2013年（平成25年） | 31,810   | 15,651   | 9,693    | 4,699    | 55,061   | [ 27 ] |
| 2014年（平成26年） | 32,899   | 16,200   | 10,038   | 4,866    | 57,096   | [ 28 ] |
| 2015年（平成27年） | 34,401   | 16,923   | 10,485   | 5,084    | 59,007   | [ 28 ] |
| 2016年（平成28年） | 35,407   | 17,413   | 10,787   | 5,230    | 60,246   | [ 29 ] |
| 2017年（平成29年） | 37,179   | 18,285   | 11,323   | 5,490    | 61,675   | [ 30 ] |
| 2018年（平成30年） | 38,888   | 19,127   | 11,840   | 5,741    | 63,340   | [ 31 ] |
| 2019年（令和元年） | 39,742   | 19,545   | 12,081   | 5,857    | 63,840   | [ 32 ] |
| 2020年（令和02年） | 24,331   | 12,021   | 10,323   | 5,057    | 38,381   | [ 33 ] |
| 2021年（令和03年） | 27,003   | 13,350   | 10,473   | 5,129    | 41,155   | [ 34 ] |
| 2022年（令和04年） | 34,215   | 17,146   | 10,657   | 5,235    | 47,474   | [ 24 ] |
| 2023年（令和05年） | 37,645   | 18,297   | 11,707   | 5,839    | 52,215   | [ 24 ] |

## 駅周辺

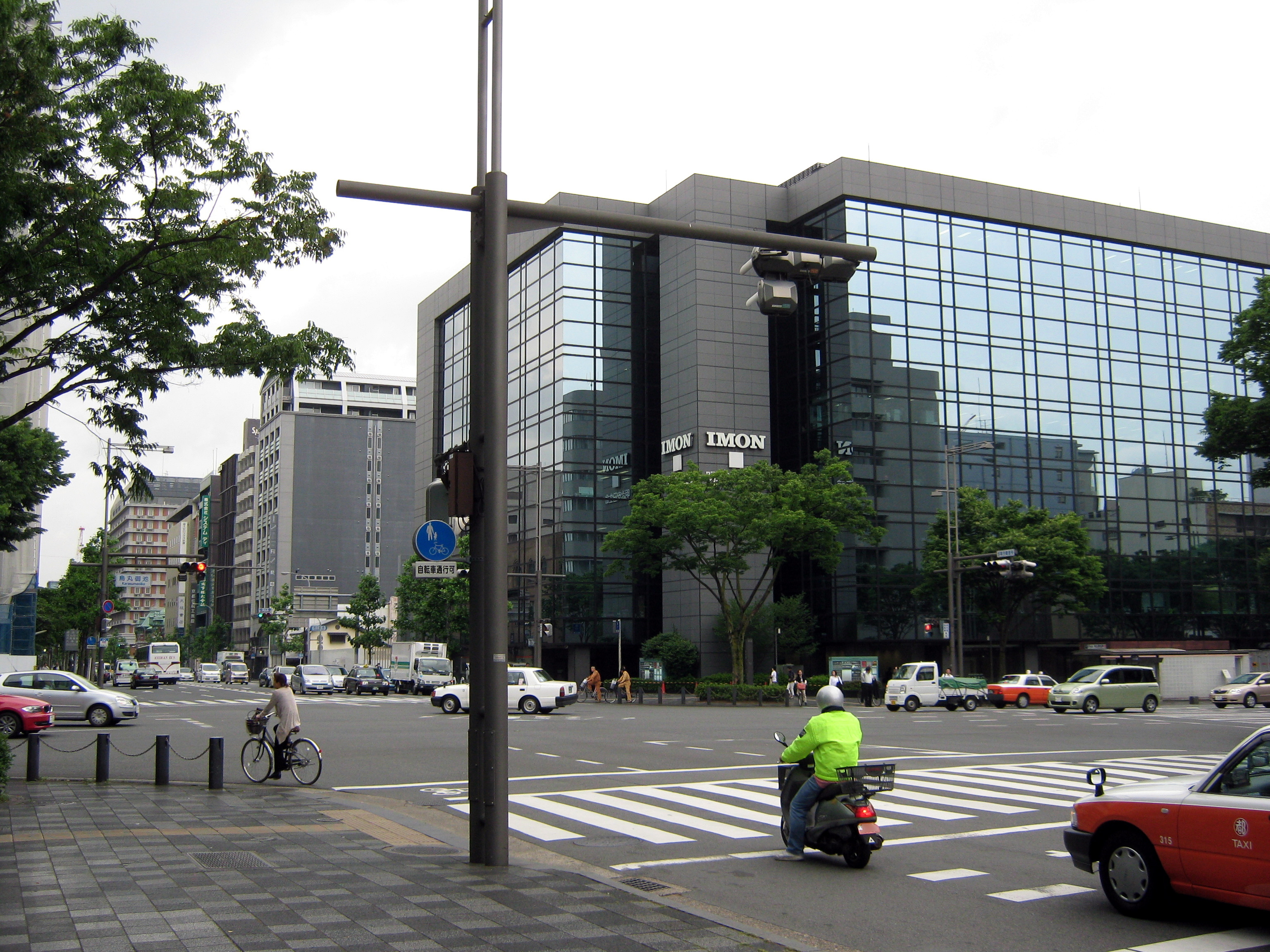
烏丸御池交差点

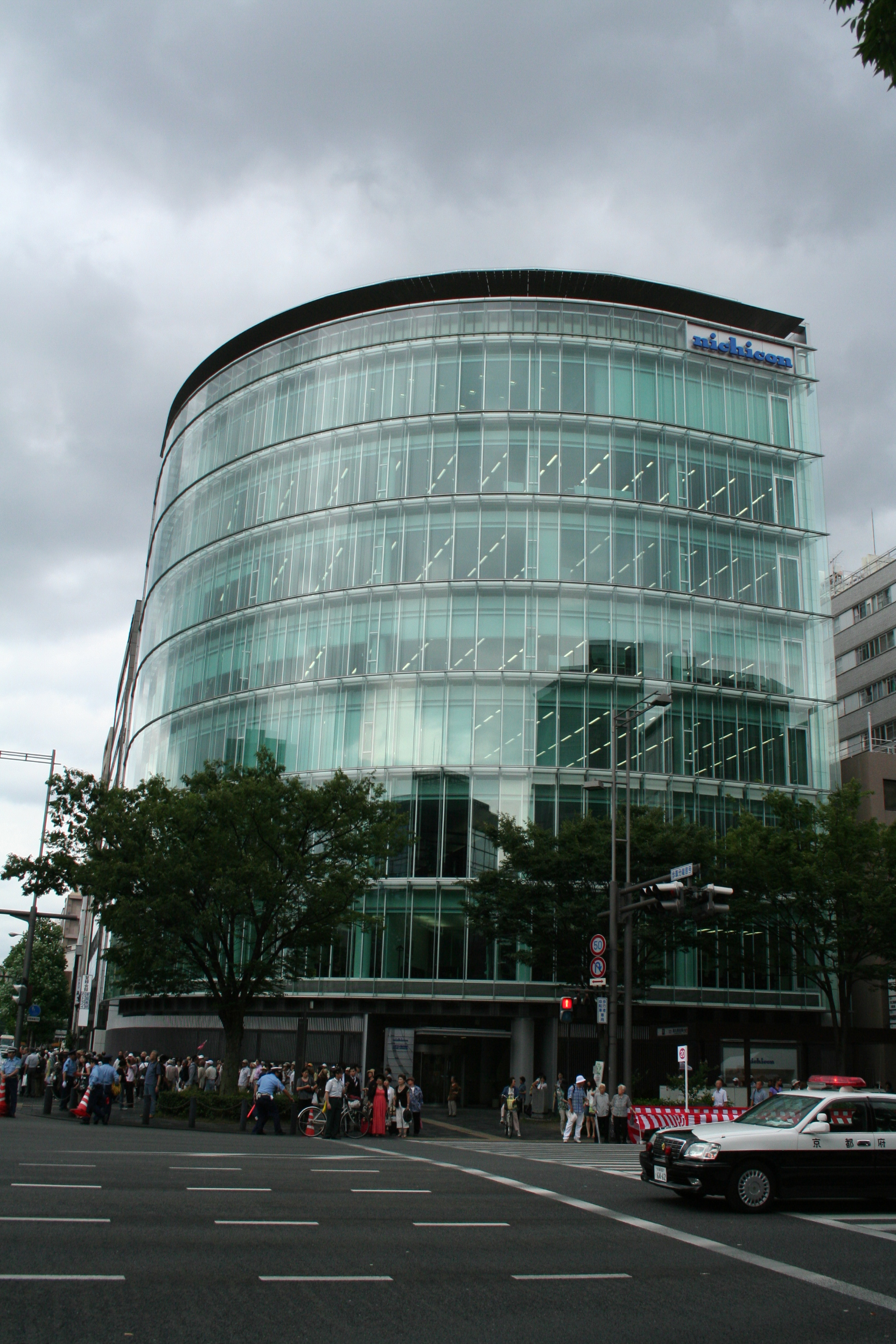
交差点北東にあるニチコン本社ビル

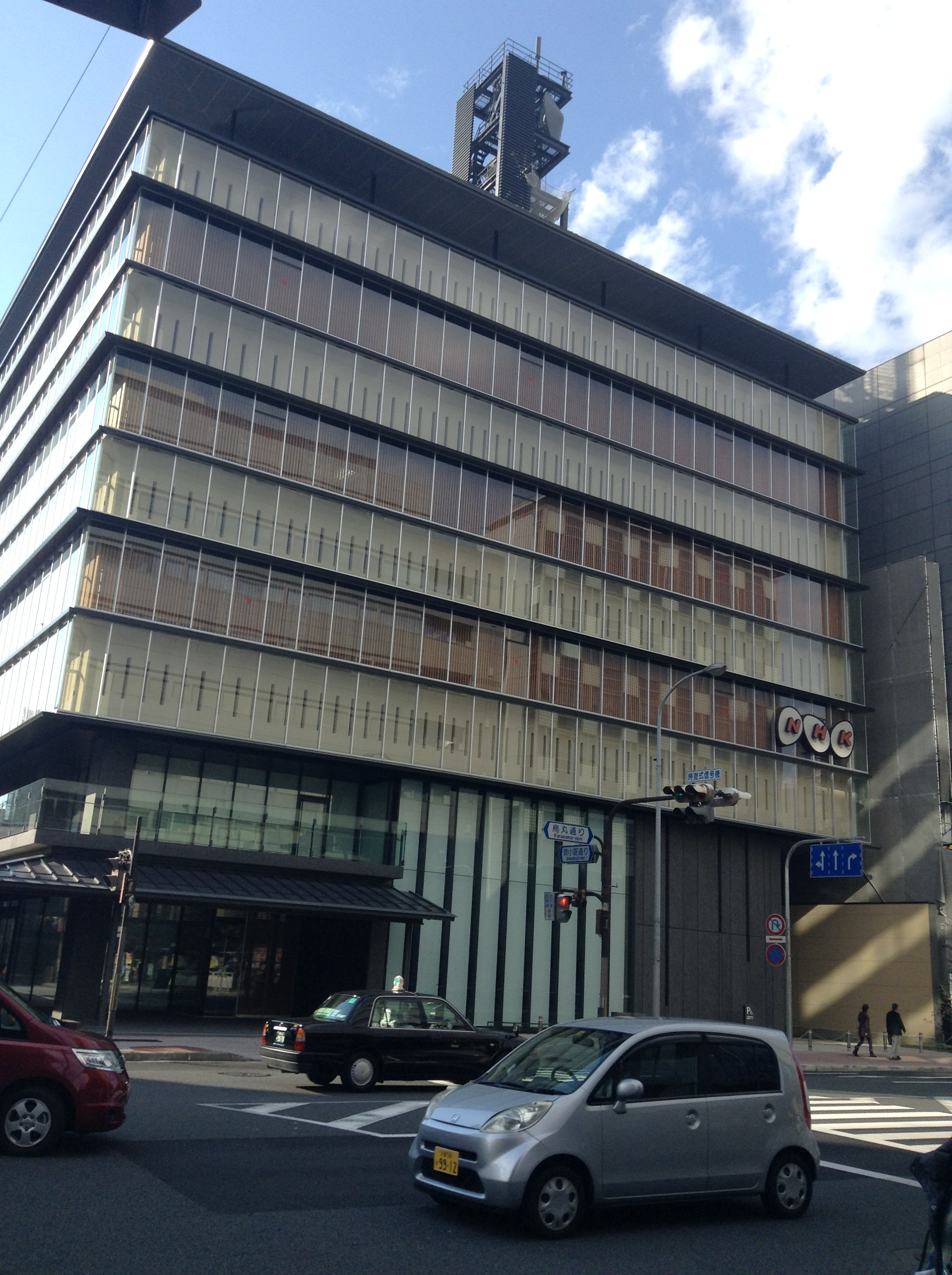
駅前に移転したNHK京都放送局新局舎

駅周辺はオフィス街を形成している。近年は新風館や文椿ビルヂングなどの複合商業施設ができ、カフェやショップなどの出店も盛んである。
- 中京郵便局（旧京都郵便電信局：国の重要文化財）
- 京都文化博物館
  - 別館（旧日本銀行京都支店：国の重要文化財）
- ニチコン本社
- 新風館
  - 保存棟（旧京都中央電話局：京都市登録有形文化財）
- 京都国際マンガミュージアム
- 京都市男女共同参画センター（ウィングス京都）
- 京都市中京青少年活動センター
- ハローワークプラザ烏丸御池
- 京都フィルハーモニー室内合奏団事務局
- 六角堂（頂法寺）
- 吉忠本社
- 御金神社
- NHK京都放送局
- 京都医健専門学校
- フレスコ烏丸店

### 烏丸御池交差点
駅直上には烏丸御池（からすまおいけ）交差点が存在する。地下に烏丸線が走る烏丸通（国道367号）と、地下に東西線が走る御池通（京都府道37号二条停車場東山三条線）の交通量が多い2つの通りが交差している地点である。また、烏丸御池の名称は交差点周辺の地域を指す名称としても使用されている。

## バス路線
最寄りのバス停は、烏丸御池である。以下の路線が、京都市営バス（市バス）、京都バス、西日本ジェイアールバス、京阪バスにより運行されている。
- 南行のりば
  - 京都市営バス
    - 65系統：四条烏丸・祇園方面

  - 西日本JRバス
    - 高雄・京北線：京都駅行
- 南行のりば（新風館前）
  - hoopバス
    - 京都駅八条口行
- 北行のりば
  - 京都市営バス
    - 65系統：東山通 高野・松ヶ崎・岩倉行
    - 51系統：北野天満宮 立命館大学行

  - 西日本JRバス
    - 高雄・京北線：高雄・周山行
- 東行のりば
  - 京都市営バス
    - 15・51系統：四条河原町・三条京阪行

  - 京都バス
    - 62・63・65・66系統：四条河原町 三条京阪行

  - 京阪バス
    - 深夜直Q：松井山手駅経由田ノ口行
    - 93・95号経路：大石神社 醍醐バスターミナル行
- 西行のりば
  - 京都市営バス
    - 15系統：二条駅・円町 立命館大学行

  - 京都バス
    - 62系統：二条駅・映画村 阪急嵐山駅・清滝行
    - 63系統：二条駅・映画村 嵐山・苔寺すず虫寺行
    - 65系統：二条駅・映画村 有栖川行
    - 66系統：二条駅・映画村 阪急嵐山駅行

## その他
- 第2回近畿の駅百選選定駅である。
- 京都市営地下鉄烏丸線は烏丸通に交差する通り名のみを駅名に名づけてきた（例、五条駅、丸太町駅など）。この駅も烏丸線開業当初は「御池」駅であったが、東西線開通を控えて交差点名と同じ「烏丸御池」に改称した。京都市交通局で「烏丸御池」を名乗る鉄道駅は、1974年（昭和49年）3月限りで廃止された京都市電烏丸線の停留所に次ぐ2代目となる。

## 隣の駅
京都市営地下鉄
 烏丸線
丸太町駅 (K07) - 烏丸御池駅 (K08) - 四条駅 (K09)
 東西線
京都市役所前駅 (T12) - 烏丸御池駅 (T13) - 二条城前駅 (T14)
- 括弧内は駅番号を示す。